# سانجانا گالرانی
سانجانا گالرانی (به انگلیسی: Sanjjanaa Galrani) بازیگر هندی است.
از کارهای معروف او می‌توان به بازی در فیلم سردار جبار سینگ و پادشاه و کمیسر اشاره کرد.